# Campeonato da Europa de Atletismo de 2022 - 20 km marcha atlética masculina
A prova da marcha atlética 20 km masculina do Campeonato da Europa de Atletismo de 2022 foi disputada no dia  20 de agosto de 2022 pelas ruas  de Munique, com chegada no Estádio Olímpico de Munique.

## Recordes
Antes desta competição, os recordes mundiais e do campeonato nesta prova eram os seguintes:
|                       | Nome               | Nacionalidade | Tempo      | Local   | Data                |
| --------------------- | ------------------ | ------------- | ---------- | ------- | ------------------- |
| Recorde mundial       | Yusuke Suzuki      | Japão         | 1h 16m 36s | Nomi    | 15 de março de 2015 |
| Recorde europeu       | Yohann Diniz       | França        | 1h 17m 02s | Arles   | 8 de março de 2015  |
| Recorde do campeonato | Paquillo Fernández | Espanha       | 1h 18m 37s | Munique | 6 de agosto de 2002 |

## Medalhistas
| Ouro                | Prata                   | Bronze                     |
| Álvaro Martín (ESP) | Perseus Karlström (SWE) | Diego García Carrera (ESP) |

## Cronograma
Todos os horários são locais (UTC+2).
| Data         | Hora  | Evento |
| ------------ | ----- | ------ |
| 20 de agosto | 08:30 | Final  |

## Resultado final
A chegada ocorreu no dia 20 de agosto às 08:30 no Estádio Olímpico de Munique.
| Posição           | Atleta               | Nacionalidade | Tempo   | Notas                |
| ----------------- | -------------------- | ------------- | ------- | -------------------- |
| Medalha de ouro   | Álvaro Martín        | Espanha       | 1:19:11 | Recorde pessoal      |
| Medalha de prata  | Perseus Karlström    | Suécia        | 1:19:23 |                      |
| Medalha de bronze | Diego García Carrera | Espanha       | 1:19:45 | Recorde da temporada |
| 4                 | Alberto Amezcua      | Espanha       | 1:20:00 |                      |
| 5                 | Francesco Fortunato  | Itália        | 1:20:06 | Recorde da temporada |
| 6                 | Kévin Campion        | França        | 1:20:47 | Recorde pessoal      |
| 7                 | Salih Korkmaz        | Turquia       | 1:20:50 | Recorde pessoal      |
| 8                 | Massimo Stano        | Itália        | 1:21:18 | Recorde pessoal      |
| 9                 | Leo Köpp             | Alemanha      | 1:21:36 | Recorde pessoal      |
| 10                | Andrea Cosi          | Itália        | 1:22:18 |                      |
| 11                | Iván López           | Espanha       | 1:22:55 |                      |
| 12                | Marius Žiūkas        | Lituânia      | 1:24:58 | Recorde da temporada |
| 13                | Joni Hava            | Finlândia     | 1:25:32 |                      |
| 14                | Dominik Černý        | Eslováquia    | 1:25:38 |                      |
| 15                | Viktor Shumik        | Ucrânia       | 1:25:51 | Recorde da temporada |
| 16                | Arturas Mastianica   | Lituânia      | 1:25:54 | Recorde pessoal      |
| 17                | Jerry Jokinen        | Finlândia     | 1:26:11 | Recorde pessoal      |
| 18                | Ivan Losev           | Ucrânia       | 1:27:10 | Recorde da temporada |
| 19                | Gabriel Bordier      | França        | 1:28:11 |                      |
| 20                | Karl Junghannß       | Alemanha      | 1:28:21 |                      |
| 21                | Hélder Santos        | Portugal      | 1:28:43 |                      |
| 22                | Serhiy Svitlychniy   | Ucrânia       | 1:28:51 | Recorde da temporada |
| 23                | Raivo Saulgriezis    | Letônia       | 1:29:24 |                      |
| 24                | Jaakko Määttänen     | Finlândia     | 1:29:38 |                      |
| 25                | Paulo Martins        | Portugal      | 1:31:09 |                      |
| 26                | Abdulselam İmük      | Turquia       | DNF     | DNF                  |
| 27                | Nils Brembach        | Alemanha      | DSQ     | DSQ                  |
| 27                | Şahin Şenoduncu      | Turquia       | DSQ     | DSQ                  |
| 27                | Callum Wilkinson     | Reino Unido   | DSQ     | DSQ                  |
| 30                | João Vieira          | Portugal      | DNS     | DNS                  |

Legenda
| Recorde mundial       | Recorde mundial (World record)               |                       | Recorde africano                      | Recorde africano (African) |                                           | Q | Classificado por posição (Qualified) |
| Recorde do campeonato | Recorde do campeonato (Championship record)  | Recorde da América    | Recorde da América (Americas)         | q                          | Classificado por melhor tempo (Qualified) |   |                                      |
| Melhor marca do ano   | Melhor marca do ano (World leading)          | Recorde asiático      | Recorde asiático (Asian)              | DNS                        | Não largou (Did not start)                |   |                                      |
| Recorde nacional      | Recorde nacional (National record)           | Recorde europeu       | Recorde europeu (European)            | DNF                        | Não terminou (Did not finish)             |   |                                      |
| Recorde pessoal       | Recorde pessoal do atleta (Personal best)    | Recorde da Oceania    | Recorde da Oceania (Oceania)          | DSQ / DQ                   | Desclassificado (Disqualified)            |   |                                      |
| Recorde da temporada  | Recorde da temporada do atleta (Season best) | Recorde sul-americano | Recorde sul-americano (South America) | NM                         | Sem marca (No mark)                       |   |                                      |